# Claudio David Arzeno
Claudio David Arzeno (Villa María, província de Córdoba (Argentina), 6 d'octubre de 1970) és un exfutbolista argentí, que ocupava la posició de defensa.

## Trajectòria
Arzeno va destacar al seu país a les files de l'Independiente de Avellaneda, club en el qual hi va romandre des de 1990 fins a 1998. A l'estiu d'eixe any dona el salt a la competició espanyola al fitxar pel Racing de Santander.
Durant les tres primeres campanyes, el defensa seria titular al conjunt càntabre. Però, la temporada 01/02, amb l'equip baixat a Segona, passa a la suplència, i a la temporada posterior, de nou a la màxima categoria, tan sols apareix en cinc ocasions.
Després d'una breu estada al Chacarita Juniors argentí, retorna a la competició espanyola per militar a la UD Las Palmas la temporada 04/05. Hi jugaria a un modest equip canari, l'Estrella, abans de retirar-se.
Arzeno ha seguit vinculat al món del futbol després de penjar les botes i ha format part del cos tècnic de l'Atlètic de Madrid.